# Confederación General del Trabajo
Die Confederación General del Trabajo ist eine anarchosyndikalistische spanische Gewerkschaft.
Sie entstand aus der CNT, die sich 1979 als CNT-Congreso de Valencia gegründet hatte. 1983 spaltete diese sich auf Grund der seit Gründung umstrittenen Fragen zu Betriebsratswahlen und damit verbundenem Empfang staatlicher Gelder, die von der CNT im Gegensatz zur CGT abgelehnt werden. Bis 1989 gab es so zwei CNT, bis sich die CGT nach einem verlorenen Gerichtsprozess 1989 in CGT umbenannte.
Sie hat ca. 80 000 Mitglieder.
Die CGT war Mitglied der International Libertarian Solidarity.